# Otis Blackwell
Otis Blackwell, född 16 februari 1931 i Brooklyn i New York, död 6 maj 2002 i Nashville, Tennessee, var en amerikansk kompositör, sångare och pianist.
Blackwells låtskrivande under rockmusikens tidiga år i slutet av 1950-talet bidrog till att artister som Elvis Presley och Jerry Lee Lewis slog igenom.
2010 invaldes Blackwell i Rock and Roll Hall of Fame.

## Kända kompositioner
- "All Shook Up" (Elvis Presley) (1957)
- "Breathless" (Jerry Lee Lewis)
- "Don't Be Cruel" (Elvis Presley) (1956)
- "Fever", (under pseudonymen John Davenport, tillsammans med Eddie Cooley), framförd av bland andra Little Willie John (1956), Peggy Lee (1958), Madonna (1993)
- "Great Balls of Fire" (Jerry Lee Lewis) (1957)
- "Handy Man" (Jimmy Jones)
- "Return to Sender" (Elvis Presley) (1962)